# Вальково (Ростовская область)
Вальково — хутор в Морозовском районе Ростовской области.
Входит в состав Вольно-Донского сельского поселения.

## Население
| 2010 |
| ---- |
| 86   |

## Улицы
На хуторе имеется одна улица — Вокзальная.

## Транспорт
Через хутор проходит Северо-Кавказская железная дорога. На расстоянии 2 км от хутора проходит автомобильная трасса М-4.